# Ålsgårde Station
Ålsgårde Station er en dansk jernbanestation i Ålsgårde i Nordsjælland. Stationen ligger på  Hornbækbanen mellem Helsingør og Gilleleje og betjenes af tog fra Lokaltog.
56°4′30.58″N 12°32′18.41″Ø / 56.0751611°N 12.5384472°Ø